# WASP-11
WASP-11, auch bekannt als HAT-P-10, ist ein Hauptreihenstern der Spektralklasse K3 im Sternbild Widder. Er wird von einem Exoplaneten umrundet.

## Exoplanet
WASP-11 b bzw. HAT-P-10 b ist ein Exoplanet mit einer Masse von etwa einer halben Jupitermasse. Er umkreist den Zentralstern mit einer Periode von 3,72 Tagen in einer Entfernung von etwa 0,04 Astronomischen Einheiten. Der Exoplanet wurde unabhängig voneinander von den Projekten SuperWASP und HATNet jeweils mit Hilfe der Transitmethode entdeckt.